# Маркес, Рафаэль
Эта статья о футболисте, статья о боксёре называется Рафаэль Маркес (боксёр)
Рафаэ́ль Ма́ркес А́льварес (исп. Rafael Márquez Álvarez, испанское произношение: [rafaˈel ˈmaɾkes]; род. 13 февраля 1979, Самора-де-Идальго, Мичоакан) — мексиканский футболист, выступавший на позициях центрального защитника и опорного полузащитника, впоследствии тренер. Долгое время был капитаном сборной Мексики. Один из шести футболистов в мире, сыгравших на пяти чемпионатах мира.

## Клубная карьера
Маркес начинал свою карьеру в гвадалахарском клубе «Атлас», в котором он дебютировал в 17 лет. Он очень успешно заиграл в мексиканском клубе, сыграв за него в 77 играх и получив приглашение в национальную сборную Мексики в 1997 году.
В 1999 году за 6 млн евро Маркес перешёл в «Монако». Во Франции успех к Маркесу пришёл также быстро, и уже в первом своём сезоне он помог команде стать чемпионом Франции. Несмотря на предложения из более крупных клубов, Маркес оставался в «Монако» до 2003 года, после чего перешёл в «Барселону» за 5 млн евро.
В первом сезоне в «Барселоне» мексиканец сыграл в 21 игре, выступая на позиции центрального защитника, и помог команде занять 2-е место в чемпионате. Во втором сезоне Маркес играл в основном на позиции опорного полузащитника, поскольку травмы получили Тиагу Мотта, Эдмилсон и Херард Лопес. Он провёл отличный сезон, будучи одним из важнейших игроков для победы «Барселоны» в чемпионате Испании. В «Барселоне» играл под номером 4. Под этим номером выступала одна из легенд каталонского клуба Хосеп Гвардиола.
1 августа 2010 года Рафаэль подписал контракт с клубом MLS «Нью-Йорк Ред Буллз», вслед за Тьерри Анри, который в июле этого года также отправился в США из «Барселоны». 12 декабря 2012 года клуб «Нью-Йорк» объявил о расторжении контракта с Маркесом по обоюдному согласию.
13 декабря 2012 года стало известно, что Маркес перешёл в мексиканский клуб «Леон» Лиги МХ, за который начал выступать с сезона Клаусура 2013.
4 августа 2014 года Рафаэль Маркес пополнил состав итальянского клуба «Эллас Верона».
Последние три года на клубном уровне провёл в «Атласе», где и начинал выступать на профессиональном уровне.

## Карьера в сборной
Первый матч за сборную Мексики Маркес провел 5 февраля 1997 года против команды Эквадора. Маркес очень скоро стал одним из важнейших игроков сборной, сыграв во всех матчах сборной на чемпионатах мира 2002, 2006, 2010, 2014 и 2018, став третьим футболистом в истории (после соотечественника Антонио Карбахаля и немца Лотара Маттеуса (позже к ним присоединились Лионель Месси, Криштиану Роналду и Андрес Гуардадо), сыгравшим на пяти чемпионатах мира. При этом, Рафаэль Маркес — единственный футболист в истории, который являлся и капитаном своей национальной команды на этих пяти ЧМ.
На чемпионате мира 2002 года Рафаэль Маркес в матче 1/8 финала против США (0:2) в борьбе «на втором этаже» умышленно ударил головой Коби Джонса, за что получил дисквалификацию от ФИФА на четыре матча и оштрафован на 5358 долларов.
В июне 2017 года Маркес объявил, что намерен завершить карьеру игрока после чемпионата мира 2018 года. 3 июля, после поражения Мексики в матче 1/8 финала ЧМ-2018 от Бразилии, объявил о завершении карьеры игрока.

## Статистика

### Клубная
| Выступление        | Выступление      | Выступление      | Чемпионат | Чемпионат | Кубки | Кубки | Международные | Международные | Итого | Итого |
| Клуб               | Лига             | Сезон            | Игры      | Голы      | Игры  | Голы  | Игры          | Голы          | Игры  | Голы  |
| ------------------ | ---------------- | ---------------- | --------- | --------- | ----- | ----- | ------------- | ------------- | ----- | ----- |
| Атлас              | Примера          | 1996/97          | 24        | 2         | 0     | 0     | 0             | 0             | 24    | 2     |
| Атлас              | Примера          | 1997/98          | 20        | 1         | 0     | 0     | 0             | 0             | 20    | 1     |
| Атлас              | Примера          | 1998/99          | 33        | 3         | 0     | 0     | 0             | 0             | 33    | 3     |
| Атлас              | Итого            | Итого            | 77        | 6         | 0     | 0     | 0             | 0             | 77    | 6     |
| Монако             | Лига 1           | 1999/00          | 23        | 3         | 4     | 0     | 6             | 0             | 33    | 3     |
| Монако             | Лига 1           | 2000/01          | 15        | 1         | 3     | 0     | 4             | 0             | 22    | 1     |
| Монако             | Лига 1           | 2001/02          | 21        | 0         | 5     | 0     | 0             | 0             | 26    | 0     |
| Монако             | Лига 1           | 2002/03          | 30        | 1         | 3     | 0     | 0             | 0             | 33    | 1     |
| Монако             | Итого            | Итого            | 89        | 5         | 15    | 0     | 10            | 0             | 114   | 5     |
| Барселона          | Примера          | 2003/04          | 22        | 1         | 6     | 0     | 3             | 0             | 31    | 1     |
| Барселона          | Примера          | 2004/05          | 34        | 3         | 1     | 0     | 6             | 0             | 41    | 3     |
| Барселона          | Примера          | 2005/06          | 25        | 0         | 4     | 1     | 8             | 0             | 37    | 1     |
| Барселона          | Примера          | 2006/07          | 21        | 1         | 7     | 0     | 9             | 1             | 37    | 2     |
| Барселона          | Примера          | 2007/08          | 23        | 2         | 5     | 0     | 8             | 0             | 36    | 2     |
| Барселона          | Примера          | 2008/09          | 23        | 1         | 4     | 1     | 10            | 1             | 37    | 3     |
| Барселона          | Примера          | 2009/10          | 15        | 1         | 3     | 0     | 5             | 0             | 23    | 1     |
| Барселона          | Итого            | Итого            | 163       | 9         | 30    | 2     | 49            | 2             | 242   | 13    |
| Нью-Йорк Ред Буллз | MLS              | 2010             | 12        | 1         | 0     | 0     | 0             | 0             | 12    | 1     |
| Нью-Йорк Ред Буллз | MLS              | 2011             | 21        | 0         | 0     | 0     | 0             | 0             | 21    | 0     |
| Нью-Йорк Ред Буллз | MLS              | 2012             | 17        | 0         | 0     | 0     | 0             | 0             | 17    | 0     |
| Нью-Йорк Ред Буллз | Итого            | Итого            | 50        | 1         | 0     | 0     | 0             | 0             | 50    | 1     |
| Леон               | Лига МХ          | 2012/13          | 13        | 0         | 0     | 0     | 1             | 0             | 14    | 0     |
| Леон               | Лига МХ          | 2013/14          | 35        | 1         | 0     | 0     | 7             | 0             | 42    | 1     |
| Леон               | Лига МХ          | 2014/15          | 2         | 0         | 0     | 0     | 0             | 0             | 2     | 0     |
| Леон               | Итого            | Итого            | 50        | 1         | 0     | 0     | 8             | 0             | 58    | 1     |
| Эллас Верона       | Серия А          | 2014/15          | 26        | 0         | 3     | 0     | 0             | 0             | 29    | 0     |
| Эллас Верона       | Серия А          | 2015/16          | 9         | 0         | 1     | 0     | 0             | 0             | 10    | 0     |
| Эллас Верона       | Итого            | Итого            | 35        | 0         | 4     | 0     | 0             | 0             | 39    | 0     |
| Атлас              | Лига МХ          | 2015/16          | 14        | 1         | 0     | 0     | 0             | 0             | 14    | 1     |
| Атлас              | Лига МХ          | 2016/17          | 23        | 0         | 0     | 0     | 0             | 0             | 23    | 0     |
| Атлас              | Лига МХ          | 2017/18          | 21        | 0         | 0     | 0     | 0             | 0             | 21    | 0     |
| Атлас              | Итого            | Итого            | 58        | 1         | 0     | 0     | 0             | 0             | 58    | 1     |
| Всего за карьеру   | Всего за карьеру | Всего за карьеру | 522       | 23        | 49    | 2     | 67            | 2             | 638   | 27    |

### Тренерская
| Команда           | Начало работы | Окончание работы | Результаты | Результаты | Результаты | Результаты | Результаты |
| Команда           | Начало работы | Окончание работы | И          | В          | Н          | П          | % побед    |
| ----------------- | ------------- | ---------------- | ---------- | ---------- | ---------- | ---------- | ---------- |
| Барселона Атлетик | 14 июля 2022  | н. в.            | 73         | 35         | 20         | 18         | 047,95     |
| Всего             | Всего         | Всего            | 73         | 35         | 20         | 18         | 047,95     |

## Достижения
Командные
 «Монако»
- Чемпион Франции: 1999/00
- Обладатель Кубка французской лиги: 2002/03
- Обладатель Суперкубка Франции: 2000

 «Барселона»
- Чемпион Испании (4): 2004/05, 2005/06, 2008/09, 2009/10
- Обладатель Кубка Испании: 2008/09
- Обладатель Суперкубка Испании (3): 2005, 2006, 2009
- Победитель Лиги чемпионов УЕФА (2): 2005/06, 2008/09
- Обладатель Суперкубка УЕФА: 2009
- Победитель Клубного чемпионата мира: 2009

 «Нью-Йорк Ред Буллз»
- Победитель Восточной конференции MLS: 2010

 «Леон»
- Чемпион Мексики (2): Ап. 2013, Кл. 2014

 Сборная Мексики
- Обладатель Кубка конфедераций: 1999
- Обладатель Золотого кубка КОНКАКАФ (2): 2003, 2011

Итого: 21 трофей
Личные
- Лучший защитник чемпионата Франции 1999 года
- Лучший североамериканский игрок 2005 года
- Победитель конкурса штрафных ударов Free Kick Masters 2008 года

## Личная жизнь
Отец Маркеса, Рафаэль Маркес Эскеда, в прошлом также был профессиональным мексиканским футболистом.
Маркес был женат на мексиканской актрисе Адриане Лават (Adriana Lavat) с 2001 по 2007 год. От этого брака у него двое детей — сын Сантьяго Рафаэль и дочь Рафаэла. С 2011 года женат на мексиканской модели Хайди Мичель (Jaydy Michel).
В августе 2017 года Министерство финансов США обвинило Маркеса в пособничестве наркомафии. По информации министерства, Маркес участвовал в отмывании денег для преступной организации Рауля Флореса Эрнандеса, связанного с картелями Синалоа и Нового поколения Халиско. Решением министерства были заморожены все находящиеся под юрисдикцией США активы Маркеса.